# سيب هاينز

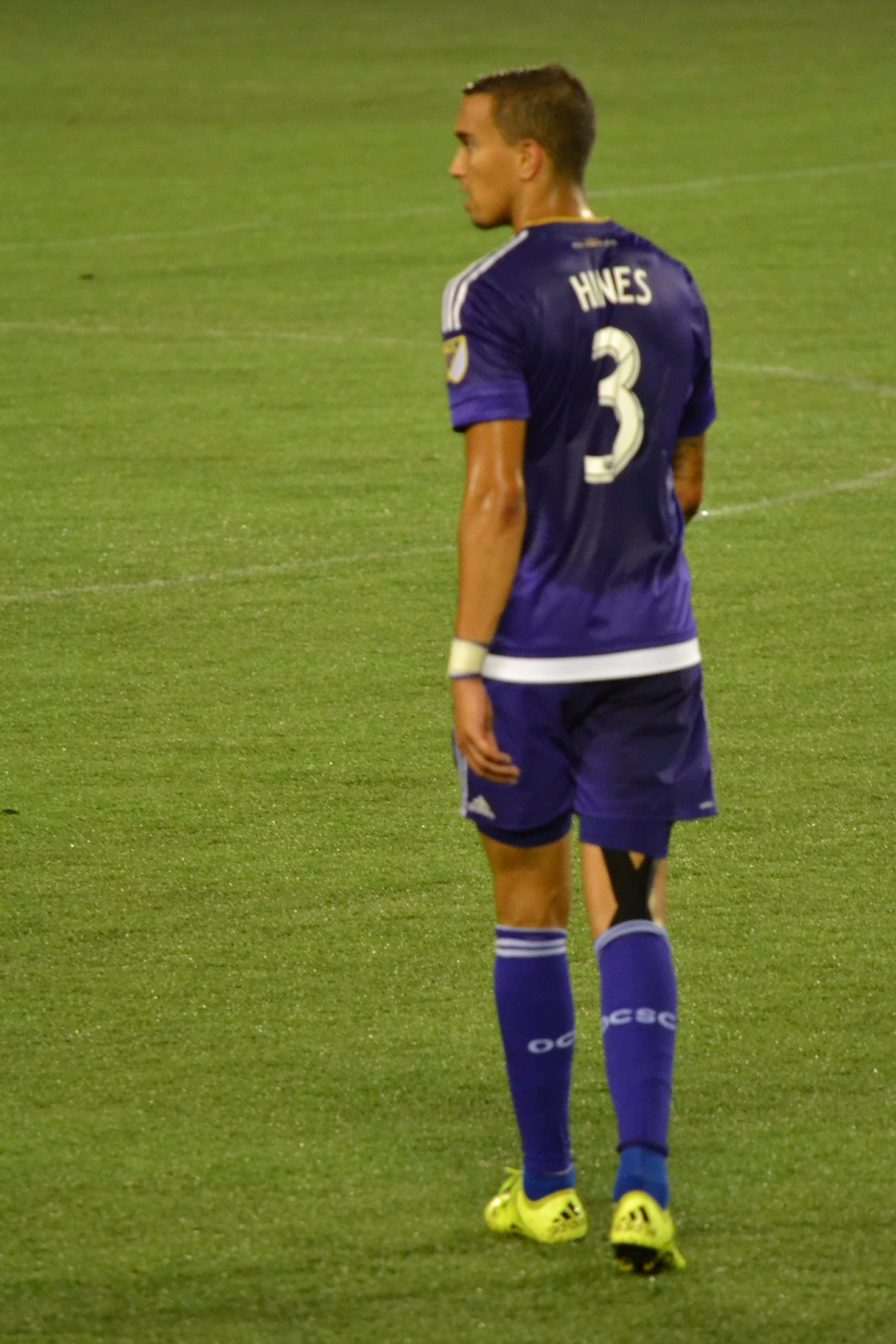

سيب هاينز (بالإنجليزية: Seb Hines)‏، من مواليد 29 مايو 1988 في ليدز في إنجلترا، لاعب كرة قدم إنجليزي.
بدأ مسيرته الكروية مع نادي ميدلزبره في عام 2004، وهو يلعب معهم حتى الآن.

## روابط خارجية
- سيب هاينز على موقع الدوري الأمريكي (الإنجليزية)
- سيب هاينز على موقع قاعدة بيانات كرة القدم.إي يو (الإنجليزية)
- سيب هاينز على موقع Soccerbase.com (لاعب) (الإنجليزية)
- سيب هاينز على موقع Soccerway.com (الإنجليزية)
- سيب هاينز على موقع عالم كرة القدم.نت (الإنجليزية)
- سيب هاينز على موقع كووورة
- سيب هاينز على موقع AS.com (الإسبانية)